# Frank Martínez
Frankin Fabián Martínez (Itagüí, 19 de abril de 1984), más conocido como El Flaco, es un humorista y presentador de televisión colombiano, reconocido principalmente por su paso por el programa de humor Monólogos Sin Propina, por presentar diversos programas para la cadena de televisión Telemedellín y por su participación como concursante del programa de telerrealidad MasterChef Colombia.

## Biografía

### Inicios,Los comediantes de la nochey otros proyectos
Martínez inició su carrera como humorista en 2011, cuando se inscribió en las convocatorias de comediantes del programa del canal RCN Los comediantes de la noche. Luego de su participación en el programa, se vinculó profesionalmente con el canal Telemedellín, donde se ha desempeñado como presentador y humorista, y apareció como invitado en varios espacios de la cadena Comedy Central.
A mediados de la década de 2010 se unió al elenco de Monólogos sin propina, un colectivo de humoristas que realiza giras presenciales y especiales para televisión e internet. En 2020 se convirtió en presentador del programa de Telemedellín Tenemos que hablar, donde se encargaba de entrevistar a personajes de la farándula colombiana como Darío Gómez, Camilo Cifuentes, Juan Pablo Llano, Antonio Sanint y Fabio Restrepo. Ese mismo año realizó su primera presentación en el longevo programa de humor Sábados felices.

### Actualidad
En junio de 2021 debutó como concursante en el programa de telerrealidad MasterChef Colombia, junto con otras celebridades como Alicia Machado, Liss Pereira, Lorna Cepeda, Viña Machado y Diego Camargo. Ese mismo mes anunció su regreso a Monólogos sin propina de Telemedellín. También ha realizado giras como humorista, de las que destacan Esencial y Trascender, con las que ha visitado diversas ciudades de Colombia y otros países. Junto con los humoristas Carlos Marín y Germán Castellanos presenta un podcast de humor cotidiano titulado El método Arjona Project.